# Streets of Rage 4
Streets of Rage 4, на японському ринку більш відома як Bare Knuckle IV (яп. ベア・ナックルIV) — відеогра у жанрі beat 'em up, розроблена компаніями Dotemu, Lizardcube і Guard Crush Games, видана Dotemu у 2020 році. Гра є продовженням трилогії Streets of Rage від Sega, яка спочатку виходила для Sega Genesis у 1990-х роках. Streets of Rage 4 була випущена для Nintendo Switch, PlayStation 4, Windows, Xbox One, Linux і macOS у 2020 році, для Stadia — у 2021 році, а для Android та iOS — у 2022. Гра отримала загалом позитивні відгуки та продалася тиражем понад 2,5 мільйона копій до квітня 2021 року. Доповнення під назвою Mr. X Nightmare вийшло у липні 2021 року.

## Ігровий процес
Продовжуючи стиль ґеймплею з попередніх частин серії Streets of Rage з початку 1990-х, Streets of Rage 4 — це класичний сайд-скрол beat 'em up, у якому до чотирьох гравців локально або двоє онлайн можуть боротися з хвилями ворогів, використовуючи одноразову зброю та підбираючи предмети. Крім стандартних атак, кидків і швидких рухів (Blitz Moves), кожен персонаж має набір спеціальних атак, які виконуються ціною частини здоров’я. Проте у цій грі гравці можуть відновити втрачене здоров’я, якщо після використання спеціальної атаки зможуть вчасно провести кілька наступних атак без отримання шкоди.
Кожен персонаж також має унікальні суперкомбо «Зіркові прийоми» (Star Moves), які виконуються після збору зірок на рівнях. У грі з'явилася нова система комбо, а також можливість відкидати супротивників об стіни або інших гравців, що дозволяє заробляти додаткові очки за довгі комбінації без шкоди.
Кожен персонаж має свої унікальні риси, наприклад:
- Макс — стрибок від стіни та кидковий стрибок;
- Шіва — відбиття зброї та повітряні комбо;
- Флойд — дальні захвати.

### Основний режим гри
Режим історії (Story Mode) дозволяє проходити рівні один за одним з розвитком сюжету. Після завершення історії відкривається вибір етапів. Події гри відбуваються через десять років після Streets of Rage 3, де гравці борються за визволення міста Вуд-Оук-Сіті від контролю «Близнюків Y» — дітей головного антагоніста попередніх частин, містера Ікс.
Гравці мають обмежену кількість життів залежно від обраної складності, але можуть заробляти додаткові, накопичуючи очки. У разі втрати всіх життів рівень доведеться почати заново. Є можливість використання допомоги (асистів), які надають додаткові життя і зіркові атаки, але зменшують підсумковий рахунок. Після завершення рівня гравці отримують рейтинг, що базується на набраних очках. Ці очки також ідуть до загального рахунку, за який відкриваються бонусні персонажі з попередніх ігор — у стилі 16-бітової графіки.

### Інші режими
У грі також є:
- Аркадний режим (Arcade Mode) — проходження всієї гри з обмеженою кількістю життів;
- Режим битви з босами (Boss Rush);
- Бойовий режим (Battle Mode) — двобій між двома гравцями;
- Режим виживання — режим у якому гравці б’ються з хвилями ворогів. В цьому режимі можна розблокувати нові прийоми та зброю, доступний з DLC Mr. X Nightmare.

Також є ретро-звукова опція, яка включає музику з Mega Drive/Genesis та Master System/Game Gear версій перших двох ігор.

## Персонажі
У базовій грі є п’ять основних ігрових персонажів:
- Аксель Стоун (Axel Stone)
- Блейз Філдінг (Blaze Fielding)
- Адам Гантер (Adam Hunter) — відкривається під час проходження сюжету
- Черрі Гантер (Cherry Hunter) — донька Адама
- Флойд Ірая (Floyd Iraia) — учень доктора Зана з кібернетичними протезами.

Також можна відкрити 16-бітні версії персонажів із оригінальної трилогії — Макс, Скейт, доктор Зан, Шіва — із набранням достатньої кількості очок. Ці персонажі мають рухи, що відповідають їхнім іграм (наприклад, Axel з SOR3 може бігати, чого не можуть версії з SOR1 та SOR2).
Доповнення Mr. X Nightmare додає трьох додаткових персонажів, які з’являються як боси в основному сюжеті:
- Макс Тандер (Streets of Rage 2)
- Шіва (Streets of Rage 3)
- Естель Аґірре (Estel Aguirre) — абсолютно новий персонаж у серії.

Також у грі можна розблокувати кенгуру Ру з SOR3 за допомогою чит-коду.

## Сюжет
Через десять років після смерті містера Ікс'а місто Вуд-Оук-Сіті опиняється під загрозою нового Синдикату, яким керують його діти — близнюки Містер та Міс Ігрек (Mr. і Ms. Y). Аксель Стоун та Блейз Філдінг, разом із Черрі Гантер — дочкою Адама Гантера — та Флойдом Ірая — учнем доктора Зана, борються з Синдикатом на вулицях міста, але їх несправедливо заарештовують.
Вирвавшись із камери, герої зустрічають Містера Ігрек, який розкриває, що поліція працює на нього, і пропонує їм приєднатися до його сторони. Проте герої відмовляються. Після цього їх переслідує та оточує поліцейська Естель Аґірре, але Адам Гантер приходить на допомогу і рятує їх.
Слідом за підказкою в Чайнатауні, герої зустрічають Шіву, який повідомляє, що Синдикат планує захопити все місто за допомогою гіпнотичного сигналу. У притулку близнюків герої стикаються з Максом, який перебуває під контролем сигналу. Вони перемагають його і приводять до тями. Міс Ігрек намагається також зомбувати героїв, але Естель, зрозумівши, що герої кажуть правду, допомагає їм втекти.
Герої зривають музичне шоу, організоване Синдикатом для поширення сигналу по місту, та переслідують ворогів на острівну базу, де відбувається фінальна битва. Перемігши близнюків, герої передають їх поліції, а самі розходяться, повертаючись до звичного життя.

## Розробка
Після завершення роботи над Wonder Boy: The Dragon's Trap — ремейком гри 1989 року Wonder Boy III: The Dragon's Trap, художник студії Lizardcube Бен Фіке висловив бажання створити ремастер оригінальних ігор Streets of Rage з використанням тих самих технік. Однак програміст гри Омар Корнут зайнявся особистим проєктом, тому Фіке разом з видавцем Dotemu звернулися до Sega з пропозицією створити повноцінне продовження серії замість ремастера. Sega погодилась, передала ліцензію на франшизу Dotemu, і розробка гри розпочалась на початку 2018 року. У серпні про гру було оголошено публічно. Гру спільно розробляли Guard Crush Games, використовуючи модифікований рушій зі своєї гри Streets of Fury, з основною командою з п’яти осіб, що працювали у трьох компаніях. Кожен ігровий персонаж у Streets of Rage 4 має приблизно 1000 кадрів анімації, тоді як кожен ворог — від 300 до 400. Seaven Studio займалась портами гри для Nintendo Switch та PlayStation 4, а BlitWorks — для Windows 10 і Xbox One.

### Музика
Основним композитором гри став Олів’є Дерів’єр, а додаткові композиції створили Юдзо Коширо, Мотохіро Кавасіма, Йоко Шимомура, Кейджі Ямагісі, Хару́мі Фуджіта, XL Middleton, Scattle, Das Mörtal та Groundislava. Саундтрек побудований таким чином, що Дерів’єр написав основні теми, а музика до битв з босами створювалась запрошеними композиторами. Коширо спочатку не брав участі в проєкті, але приєднався у червні 2019 року після того, як зіграв у демо на виставці BitSummit в Японії. Він зазначив, що на рішення вплинули як запити фанатів, так і якість гри на той момент. Хідекі Наґанума теж мав брати участь, але через конфлікти в графіку залишив проєкт і був замінений на Фуджіту. У грі присутня функція перемикання саундтреку на музику з Streets of Rage і Streets of Rage 2.
Саундтрек до гри був випущений у цифровому форматі лейблом Mutant Ninja Records, а фізично — компанією Brave Wave Productions разом із релізом гри 30 квітня 2020 року. Обмежене вінілове видання випустила компанія Limited Run Games. У деякі фізичні видання гри також включено CD із саундтреком. Саундтрек до доповнення Mr. X Nightmare написав Ті Лопес.

## Реліз
Гра вийшла для Nintendo Switch, PlayStation 4, Windows та Xbox One 30 квітня 2020 року. Обмежене фізичне видання для версій Nintendo Switch і PlayStation 4 від компанії Limited Run Games було доступне як у стандартному варіанті з реверсивною обкладинкою, так і в класичному — з металевим кейсом (steelbook) і футляром у стилі Sega Genesis. Також пропонувалося обмежене колекційне видання, що включало CD із саундтреком, фігурку заввишки 7 дюймів, антистресову іграшку у вигляді курки та артбук. Інше фізичне видання для Nintendo Switch, PS4 і Xbox One готувала компанія Signature Edition — воно вийшло у двох варіантах: стандартному (з брелоками та буклетом із артами) та підписному (з CD-саундтреком, емалевими значками й банданою). Після оголошення інших фізичних видань Dotemu і Limited Run Games повідомили, що всі замовлення на їхні фізичні версії включатимуть бонусний CD із саундтреком, а для тих, хто замовив обмежене видання, — також безкоштовний ключ для Steam.
Завантажуваний контент (DLC) під назвою Mr. X Nightmare вийшов 15 липня 2021 року. DLC додає трьох нових ігрових персонажів, які також є босами в основній сюжетній лінії гри: оновлені версії персонажів Streets of Rage 2 — Макс Тандер і Шіва, а також Естель Аґірре (новий персонаж в серії). Крім того, було додано режим виживання, у якому гравці б’ються з хвилями ворогів, щоб розблокувати нові прийоми та зброю, а також повернення ігрового персонажа кенгуру Ру з Streets of Rage 3. У DLC також з’явилися нові музичні треки, написані композитором Ті Лопесом. Разом із DLC вийшло безкоштовне оновлення, яке додало нові палітри кольорів, тренувальний режим і новий рівень складності — New Mania+, а також версію гри для Google Stadia. Ще одне безкоштовне оновлення, що вийшло 10 березня 2023 року, додало кооперативні комбо-прийоми та режим кастомного виживання для DLC.
Роздрібні релізи версій для Nintendo Switch і PS4 були випущені Merge Games Ltd. 24 вересня 2021 року. Мобільний порт для Android та iOS, розроблений Playdigious, вийшов 24 травня 2022 року. Версію для Android було завантажено 10 000 разів.

## Відгуки
| Агрегатор  | Оцінка                                                     |
| ---------- | ---------------------------------------------------------- |
| Metacritic | NS: 87/100 PC: 84/100 PS4: 82/100 XONE: 82/100 IOS: 86/100 |

| Видання        | Оцінка    |
| -------------- | --------- |
| Destructoid    | 9/10      |
| Easy Allies    | 8.5/10    |
| Eurogamer      | Essential |
| Famitsu        | 34/40     |
| Game Informer  | 7/10      |
| GameSpot       | 8/10      |
| IGN            | 7/10      |
| Nintendo Life  | [ 39 ]    |
| PC Gamer (США) | 76/100    |
| Pocket Gamer   | [ 41 ]    |
| Push Square    | [ 42 ]    |
| TouchArcade    | [ 43 ]    |
| USgamer        | 4/5       |
| VentureBeat    | 88/100    |
| VideoGamer.com | 8/10      |

Streets of Rage 4 отримала «загалом схвальні» відгуки, згідно з агрегатором рецензій Metacritic. Лео Файєрман із The Sydney Morning Herald написав, що «візуальні елементи, звук і механіки вже не такі проривні у 2020 році, як були оригінали на початку 90-х, але баланс між ностальгією та адаптацією жанру для сучасності витримано чудово». Гайді Кемпс із GameSpot вважає, що гра «виглядає чудово, звучить чудово й грається дуже добре», і навіть якщо «враження доволі коротке, це саме той тип гри, який вам і вашим друзям буде легко проходити знову і знову».
Майкл Хубер з Easy Allies зазначив, що Streets of Rage 4 майстерно оживила серію, назвавши бойову систему та саундтрек її головними перевагами, але розкритикував онлайн-функціонал на момент релізу. Дейл Драйвер з IGN написав, що гра — це «досить консервативне оновлення формату чвертьвікової давнини, яке виглядає рабом минулого». Джо Джуба з Game Informer погодився, що гра «відчувається як омаж 90-м, але водночас застрягла в цій епосі».

### Продажі
Гра посіла 14 місце в рейтингу продажів у Великій Британії. Також вона досягла 20-го місця в чартах завантажень США. Станом на вересень 2020 року було продано понад 1,5 мільйона цифрових копій гри по всьому світу. А станом на квітень 2021 року загальні продажі перевищили 2,5 мільйона копій.

### Нагороди
Гра отримала нагороду «Золото» від Famitsu. Видання Polygon включило Streets of Rage 4 до списку 22 найкращих ігор на Nintendo Switch. У 2020 році вона була номінована на звання «Найкраща екшн-гра» на церемонії The Game Awards 2020, але поступилась грі Hades. У 2021 році отримала премію Pegase за найкращу музику. У 2023 році сайт Time Extension включив гру до списку 25 найкращих beat 'em up-ігор усіх часів, назвавши її найкращою грою серії.